# Antonio Cavallucci

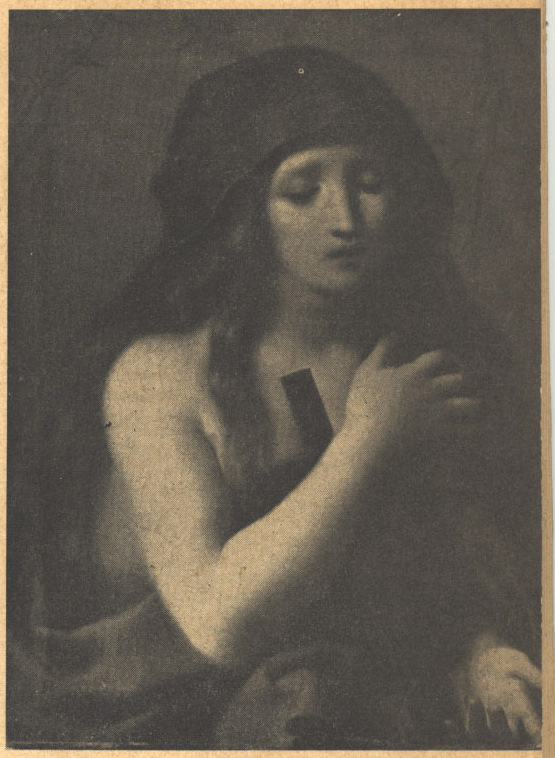
Santa Maria di Magdala, 1787, olio su tela, 39x32 cm, collezione Francesco Paolo Frontini

Antonio Cavallucci (Sermoneta, 21 agosto 1752 – Roma, 18 novembre 1795) è stato un pittore italiano del tardo barocco.

## Biografia
Nativo di Sermoneta, nel Lazio, il suo talento artistico venne presto riconosciuto da Francesco Caetani, duca di Sermoneta: questi, nel 1765, portò con sé l'allora tredicenne Cavallucci a Roma, dove egli divenne allievo di Stefano Pozzi e tre anni più tardi di Gaetano Lapis. Studiò disegno presso l'Accademia di San Luca negli anni 1769-1771.
La prima opera nota di Cavallucci è databile alla metà degli anni 1760: si tratta di un fregio decorato a tempera nella Casa Cavallucci a Sermoneta. Il primo ritratto da lui eseguito era del suo benefattore, il duca Francesco Caetani: di questo dipinto rimane oggi solo un'incisione del 1772 di Pietro Leone Bombelli.
La sua prima commissione importante fu la decorazione di cinque stanze di udienza nel Palazzo Caetani a Roma nel 1776, che risolse eseguendo scene mitologiche e allegorie appropriate per ciascuna stanza.
Nei primi anni ottanta si dedicò principalmente al genere della ritrattistica: tra le opere del periodo, un altro ritratto del duca Francesco Caetani e della moglie, Teresa Corsini duchessa di Sermoneta.
Il dipinto più importante di questa fase della sua carriera è probabilmente Le origini della Musica (1786), basato sulle illustrazioni del trattato Iconologia (1593) di Cesare Ripa.
Cavallucci passò al servizio di un nuovo patrono, il cardinale Romoaldo Braschi-Onesti, nipote di papa Pio VI: nel 1788 l'artista dipinge i ritratti di cardinale e pontefice. La sua fama cresceva sempre di più, ed egli entrò a far parte delle prestigiose Accademia di San Luca (1786), Accademia dell'Arcadia (1788) e Congregazione dei Virtuosi al Pantheon (1788).
Pare che egli sia riuscito a dipingere un ritratto di San Benedetto Giuseppe Labre mentre questi era in estasi, ma è più probabile che Cavallucci lo abbia visto in questa condizione e lo abbia fatto posare nel suo studio in quell'atteggiamento. Negli ultimi anni lavorò per il cardinale Francesco Saverio Zelada alla decorazione della chiesa titolare di quest'ultimo, la basilica dei Santi Silvestro e Martino ai Monti di Roma, dove morì nel 1795.
Nella sua pittura egli fu influenzato da Pompeo Batoni e Anton Raphael Mengs, ma nei suoi quadri si avverte anche il gusto nordeuropeo che alla fine del XVIII secolo stava affermandosi a Roma. Tra i suoi allievi vi era il portoghese Domingos Sequeira.

## Selezione di opere

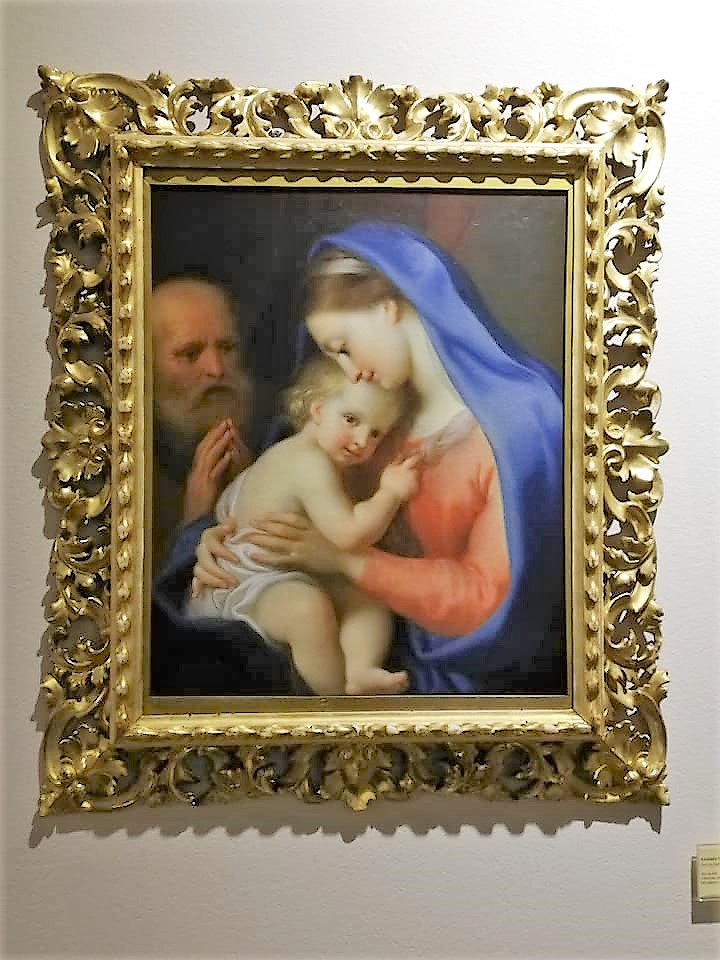
Sacra Famiglia, Museo diocesano di Catania.

- Ritratto di Girolamo Silvestri, Pinacoteca dell'Accademia dei Concordi, Palazzo Roverella, Rovigo
- Abigail di fronte a David (1773)
- Partenza di Ettore da Andromaca (1773)
- Crocifissione con santi (1773)
- Presentazione della Vergine (1786), Cattedrale di Spoleto
- Venere e Ascanio, Palazzo Cesarini, Roma
- Investitura di S. Bona (1791), Cattedrale di Pisa
- Principe del Belvedere (1793), Museo nazionale di Capodimonte, Napoli
- Sant'Elia e il Purgatorio (1793), S. Martino ai Monti, Roma
- Presentazione a san Benedetto dei discepoli Placido e Mauro, pala d'altare (1789), cappella eponima della chiesa di San Nicolò l'Arena, Catania[2][3]
- San Benedetto nel deserto libera un uomo dalle catene, dipinto (1789 c.), cappella eponima della chiesa di San Nicolò l'Arena, Catania[2][3]
- Sacra Famiglia, dipinto (1790 c.), commissione del religioso benedettino Raffaele De Leyva per la chiesa di San Nicolò l'Arena, oggi custodito nel Museo diocesano di Catania
- San Giovanni Evangelista, 1793[4], tondo su uno dei pennacchi sotto alla cupola del Duomo di Urbino.
- San Francesco annuncia il Perdono alla folla, Cappella di San Diego d'Alcalà, basilica di Santa Maria degli Angeli, Assisi
- Quo vadis?, Sagrestia di San Pietro, Città del Vaticano
- Presentazione di sant'Andrea a Gesù, Tesoro di San Pietro, Cappella dei Beneficiati, Città del Vaticano